# Parafia św. Marii Magdaleny w Ostrowitem
Parafia Świętej Marii Magdaleny w Ostrowitem – parafia rzymskokatolicka, znajdująca się w diecezji toruńskiej, w dekanacie Golub.
Na obszarze parafii leżą miejscowości: Ostrowite, Gajewo, Napole, Poćwiardowo, Skępsk.